# Natalus major
Natalus major is een vleermuis uit het geslacht Natalus.

## Kenmerken
N. major is een relatief kleine soort met een klein, puntig oor. De vacht is lang. Er bestaan twee kleurfases, een lichtgele en een grijze. Bij beide fases is de onderkant van het lichaam donkerder dan de bovenkant. Het voorhoofd is meestal nog donkerder. De korte bek is afgeplat. De onderlip is dik. De voorarmlengte bedraagt 42,0 tot 45,0 mm, de tibialengte 21,3 tot 24,3 mm, de oorlengte 13,0 tot 18,9 mm, het gewicht 6,2 tot 10,0 g en de schedellengte 17,0 tot 18,1 mm.

## Verspreiding
Deze soort komt voor op Hispaniola. Fossielen uit Grand Caicos in de Turks- en Caicoseilanden vertegenwoordigen misschien ook N. major. Deze soort wordt vaak tot N. stramineus uit de noordelijke Kleine Antillen gerekend, terwijl N. jamaicensis uit Jamaica en N. primus uit Cuba omgekeerd soms als ondersoorten van N. major worden gezien.